# Pilea caudata
Pilea caudata är en nässelväxtart som beskrevs av H. Winkl.. Pilea caudata ingår i släktet pileor, och familjen nässelväxter. Inga underarter finns listade i Catalogue of Life.